# آن رادكليف
آن ورد رادكليف (بالإنجليزية: Ann Radcliffe)‏ (9 يناير 1764 - 7 فبراير 1823) أديبة أنجليزية. تعد من رواد الرعب القوطي برغم من أنها ليست الأولى التي نشرت كتابا من هذا النوع. أسلوب آن رادكليف أبداعي وغني بالوصف للمناظر ومشاهد الاسفار الطويلة. يتجلى أسلوبها في استخدام فوق الطبيعي وهذا أحد الأسباب الذي وسع من انتشار أدب الرعب القوطي. لها روايات رعب مشهورة, ومنها أسرار أودولفو.

## روابط خارجية
- آن رادكليف على موقع الموسوعة البريطانية (الإنجليزية)
- آن رادكليف على موقع إن إن دي بي (الإنجليزية)